# Панасюк Володимир Андрійович
Володи́мир Андрі́йович Панасю́к — старший сержант Збройних сил України.

## Нагороди
За особисту мужність, сумлінне та бездоганне служіння Українському народові, зразкове виконання військового обов'язку відзначений — нагороджений
- орденом «За мужність» III ступеня (3.11.2015).
- нагрудним знаком «За взірцевість у військовій службі» III ступеня[1]